# Tongoloa stewardii
Tongoloa stewardii är en flockblommig växtart som beskrevs av H.Wolff. Tongoloa stewardii ingår i släktet Tongoloa och familjen flockblommiga växter. Inga underarter finns listade i Catalogue of Life.